# Liste der Kulturdenkmäler in Frankfurt-Flughafen
In der Liste der Kulturdenkmäler in Frankfurt-Flughafen sind alle Kulturdenkmäler im Sinne des Hessischen Denkmalschutzgesetzes in Flughafen, einem Stadtteil von Frankfurt am Main aufgelistet.
Grundlage ist die Denkmaltopographie aus dem Jahre 1994, die zuletzt 2000 durch einen Nachtragsband ergänzt wurde.

## Kulturdenkmäler in Flughafen
| Bild                 | Bezeichnung          | Lage                                                                                              | Beschreibung                                                 | Bauzeit | Objekt-Nr. |
| -------------------- | -------------------- | ------------------------------------------------------------------------------------------------- | ------------------------------------------------------------ | ------- | ---------- |
| weitere Bilder       | Jumbohalle Frankfurt | Flughafen Frankfurt Main, Airportring, Lufthansabasis, Gebäude 336 LageFlur: 1, Flurstück: 263/20 | Wartungshalle in Stahlbetonbauweise. 1970 weltgrößter Hangar | 1970    | 155783     |
| Luftbrückendenkmal   | Luftbrückendenkmal   | CargoCity Süd Lage                                                                                |                                                              |         | 160842     |
| Pumpwerk Hinkelstein | Pumpwerk Hinkelstein | Flughafenstraße Lage                                                                              |                                                              |         | 155209     |